# Heriberto Arnechino Godoy
Heriberto Arnechino Olate (29 de octubre de 1914 - 2 de agosto de 1988, Concepción) fue un político chileno, Diputado por la Vigésima Circunscripción Departamental de "Angol, Collipulli, Traiguén y Mariluán", por el período 1930-1934 y Gobernador designado por el presidente Carlos Ibáñez del Campo para el Departamento de Mariluán. Fue nombrado Diputado del llamado Congreso Termal, integrando la Comisión permanente de Presupuestos y Decretos Objetados y la de Reforma Constitucional y Reglamento, hasta que el Golpe de Estado en Chile de 1932 disolvió el Congreso.
Profesionalmente se desempeñó como oficial administrativo de la Corporación de Servicios Habitacionales. Siendo a la vez militante del Partido Demócrata de Chile, y un miembro activo de la iglesia presbiteriana de Chile, siendo uno de los fundadores de la Iglesia Evangélica en Traiguén. Integró también la Sociedad de Artesanos "Unión Fraternal de Traiguén".
Se casó en providencia en 7 de julio de 1947 con María Violeta Azúa, viviendo en las ciudades de Victoria, en La Araucanía y Cañete, en el Biobío.